# Topolino e gli orfani di guerra
Topolino e gli orfani di guerra (The War Orphans) è una storia a fumetti della Walt Disney realizzata da Bill Walsh (testi), Floyd Gottfredson (disegni) e Dick Moores (ripasso a china), pubblicata in strisce giornaliere sui quotidiani statunitensi dal 13 marzo al 15 aprile 1944. In Italia è stata pubblicata per la prima volta sul n. 23 della collana Topolino collezione ANAF del luglio 1982.

## Storia editoriale
All'inizio degli anni quaranta, durante la seconda guerra mondiale, negli Stati Uniti si diede vita ad un'eccezionale propaganda, sia per reclutare volontari, sia per tenere alto il morale della nazione nel corso dello sforzo bellico: in questa azione di propaganda vennero coinvolte anche le strisce giornaliere di Mickey Mouse il quale, a partire dal 1942, fu protagonista di storie di carattere quasi esclusivamente bellico, come Un'avventura di guerra del 1943 o Topolino nella seconda guerra mondiale, sempre del 1943, o la stessa Topolino e gli orfani di guerra. In questa storia, Topolino aiuta i giovani eredi al trono di una nazione europea minacciata dalle truppe naziste a tornare al potere, sconfiggendo i tedeschi.

## Trama
Nel bel mezzo della II Guerra Mondiale, a casa di Topolino si presentano tre bambini misteriosi: poiché nessuno dei tre parla inglese, Topolino si convince che siano orfani di guerra, e decide di dar loro ospitalità. Tra i quattro si stabilisce un profondo affetto, ma ben presto iniziano a verificarsi delle strane situazioni in cui la vita degli orfanelli è messa a repentaglio: si scoprirà che dietro gli attentati c'è il Partito Nazista tedesco. Per opera di una conturbante spia, Topolino e i bambini vengono rapiti e portati in un luna park abbandonato, dove viene rivelato che due dei bambini sono in realtà gli eredi al trono dello stato europeo denominato Zebravia: portati al sicuro in America, erano stati separati dal loro tutore dai nazisti e avevano trovato rifugio da Topolino.
Il gruppo viene imprigionato, ma grazie alla furbizia di Topolino riescono a liberarsi e a far catturare i nazisti. Tra le persone portate in salvo c'è anche il primo ministro di Zebravia, che scioglie il mistero anche sul terzo bambino: si tratta di un piccolo cinese capitato per puro caso nell'avventura.
Al momento del commiato, i due principi di Zebravia decidono di rinunciare al trono per diventare cittadini americani e stare in questo modo vicino a Topolino.